# Érard II de Chacenay
Vous lisez un « bon article » labellisé en 2022.
Érard II de Chacenay, né vers 1183 et mort le 16 juin 1236, est seigneur de Chacenay dans le comté de Champagne à la fin du XIIe siècle et au début du XIIIe siècle. Il est le fils aîné d'Érard Ier de Chacenay et de son épouse Mathilde de Donzy. Il succède à son père vers 1191, lorsque celui-ci meurt lors du siège de Saint-Jean-d'Acre durant la troisième croisade. Mais, trop jeune pour lui succéder, il est probablement placé sous la tutelle de la deuxième épouse paternelle ainsi que de son cousin Jacques de Durnay jusqu'à sa majorité.
Au début du XIIIe siècle, il réalise un mariage prestigieux en épousant Émeline de Broyes, d'origine capétienne, car arrière-petite-fille du roi Louis VI le Gros, avec qui il aura par la suite cinq enfants. Puis, en 1214, il est appelé dans l'ost royal, avec lequel il combat à la bataille de Bouvines dans le contingent du comté de Champagne.
Lors de la guerre de succession de Champagne, il apporte son soutien à son cousin Érard de Brienne et son épouse Philippa de Champagne contre la comtesse régente de Champagne, Blanche de Navarre, et son fils, le futur Thibaut IV de Champagne. Ceci lui vaut d'être excommunié par le pape Honorius III alors qu'il est vaincu par les armées coalisées de cette dernière et du duc Eudes III de Bourgogne. Toutefois, il refuse de se soumettre.
Afin d'éviter les sentences ecclésiastiques, il rejoint alors la cinquième croisade et participe au siège de Damiette aux côtés de son cousin Jean de Brienne, désormais roi de Jérusalem, et de son oncle Hervé IV de Donzy dont il devient le sénéchal. De retour en Champagne, il est de nouveau sommé de jurer allégeance à la comtesse de Champagne et finit par céder après plusieurs mois de résistance.
Il se retrouve par la suite en proie à des problèmes financiers et vend aux Templiers des terres appartenant à son épouse, à la grande colère de celle-ci qui le menace alors de divorcer et fait réaliser un contrat de séparation de biens. Par la suite, il démasque un ancien trouvère qui avait usurpé l'identité du comte de Flandre, mort plusieurs années auparavant, et le livre au roi de France.
Érard II de Chacenay meurt en 1236 et est inhumé à l'abbaye de Clairvaux. Ses deux fils, puis sa plus jeune fille, lui succèdent tour à tour à la tête de la seigneurie de Chacenay.

## Biographie

### Origines
Érard II de Chacenay est né vers 1183, probablement au château de Chacenay. Il est le fils aîné d'Érard Ier de Chacenay et de son épouse Mathilde de Donzy.

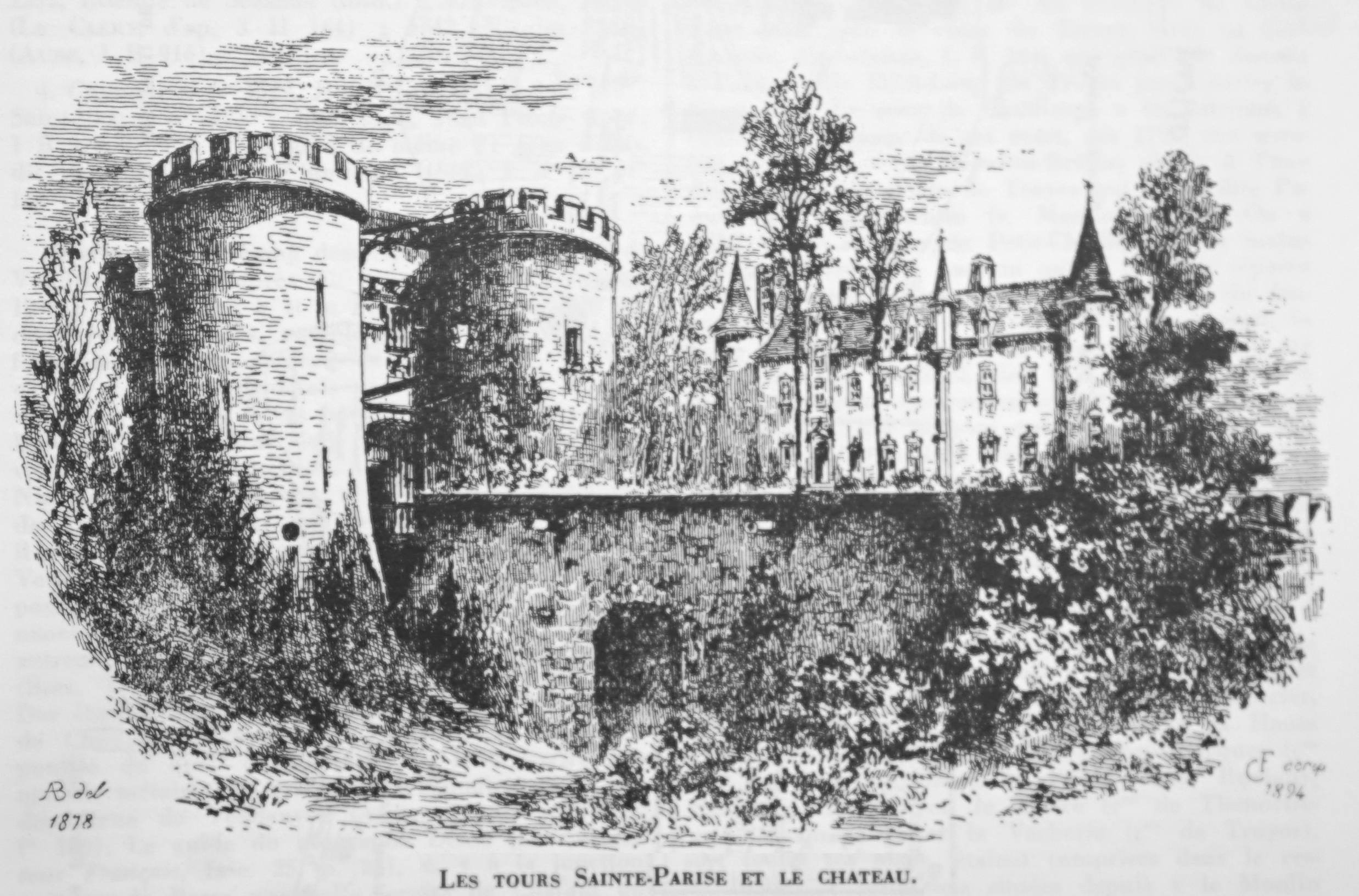
Les tours Sainte-Parisse et le château de Chacenay en arrière-plan, par A. Bertherand.

La famille de Chacenay est l'une des plus anciennes et puissantes familles du comté de Champagne, dont elle est vassale, mais, est issue d'une branche cadette de la famille de Montréal dans le duché de Bourgogne.
Par le jeu des alliances matrimoniales, la famille de Chacenay est apparentée aux ducs de Bourgogne, ainsi qu'aux comtes palatins de Bourgogne, mais également aux puissantes familles de Brienne, de Toucy ou encore de Donzy.

### Début de carrière

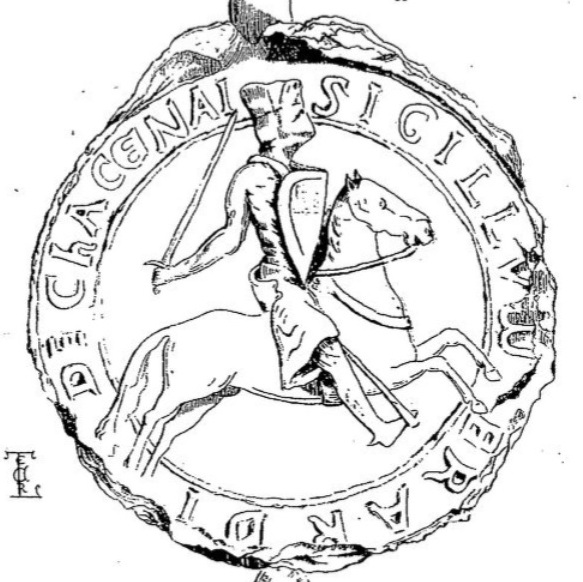
Sceau d'Érard II de Chacenay datant de 1209.

Vers 1189, son père Érard Ier s'engage pour la troisième croisade, lors de laquelle il trouve la mort durant le siège de Saint-Jean-d'Acre en 1191. Pendant l'absence paternelle, la seigneurie de Chacenay est probablement placée sous la garde de la deuxième épouse de son père, Ermengarde, dont le nom de famille est inconnu, probablement avec le soutien de son cousin Jacques de Durnay. Ce dernier règle par exemple un différend avec l'évêque de Langres en 1190, en engageant la parole d'Érard Ier, dans le cas où celui-ci reviendrait de croisade.
Bien qu'encore mineur, Érard apparait toutefois dès 1200 ou 1201 comme homme lige du comte de Champagne dans le registre des grands vassaux de l'ouvrage Feoda Campanie. En 1203, il réalise une charte en faveur de l'abbaye de Longuay mais, étant toujours mineur, il ne possède pas encore de sceau et demande donc à l'évêque de Langres Hilduin de Vendeuvre d'y apposer le sien. Cependant, dès 1204, il signe de son propre sceau dans des chartes de ses voisins Pierre de Fontette et Lambert de Bar, seigneur de Jaucourt, ce qui prouve qu'il est alors majeur, et probablement chevalier, et donc âgé de vingt-et-un ans,.

### Mariage

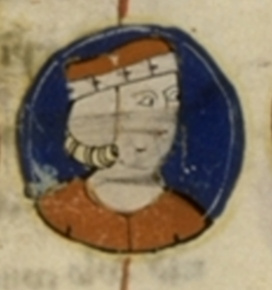
Miniature de Robert Ier de Dreux, grand-père de l'épouse d'Érard de Chacenay, enluminure anonyme du XIVe siècle.

En 1205, il épouse, en tant que second mari, Émeline de Broyes, veuve d'Eudes II de Champlitte qui a trouvé la mort lors du siège de Constantinople de 1204 pendant la quatrième croisade. Elle est la fille d'Hugues III de Broyes, seigneur de Broyes, et d'Élisabeth de Dreux, Dame de Baudement. Par sa mère, elle est donc d'origine capétienne, car petite-fille de Robert Ier de Dreux, comte de Dreux, lui-même cinquième fils du roi des Francs, Louis VI le Gros, et d'Adélaïde de Savoie.
Avec ce mariage, Érard II de Chacenay devient le beau-frère de Simon II de Broyes-Commercy, seigneur de Broyes et de Commercy, et de Simon Ier de Châteauvillain, dit « le Jeune », seigneur de Châteauvillain, et renforce ainsi ses alliances au sein du comté de Champagne.
Le jeune couple a au moins cinq enfants et vit paisiblement pendant près d'une décennie, ne laissant de traces que dans diverses libéralités, notamment auprès des différentes abbayes voisines.

### Le temps des guerres

#### Bataille de Bouvines

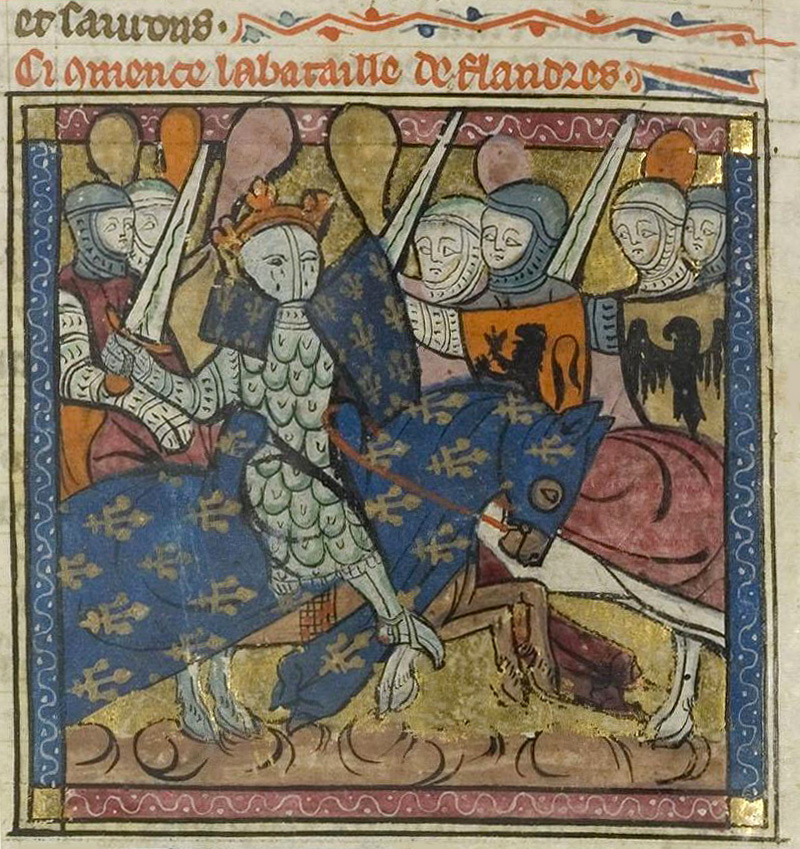
Le roi Philippe Auguste à la bataille de Bouvines.

En 1214, il est cité parmi les nombreux chevaliers bannerets provenant du comté de Champagne et présents dans l'ost de Philippe Auguste lors de la bataille de Bouvines contre une coalition constituée de princes et seigneurs flamands, allemands et français renforcés de contingents anglais, équivalant à environ 9 000 combattants, menée par l’empereur du Saint-Empire Otton IV,.
Il combat très probablement aux côtés de son roi et de ses beaux-frères Simon II de Broyes et Simon Ier de Châteauvillain, mais ses faits d'armes n'ont pas été rapportés.

#### Guerre de succession de Champagne

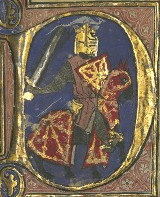
Le comte de Champagne.

Au début de l'année 1216 éclate la guerre de succession de Champagne dans laquelle il fait partie des partisans d'Érard de Brienne, dont il est le cousin au deuxième degré, et de sa femme Philippa de Champagne, contre la comtesse régente Blanche de Navarre et son fils Thibaut,.
Le conflit connaît beaucoup de trêves et les actions d'Érard sont d'abord plus proches du brigandage que de la guerre. La comtesse Blanche demande expressément l'aide du roi, mais celui-ci n'a que peu d'appuis à lui accorder. Elle en appelle ensuite au pape Honorius III qui prononce une première fois le 25 avril 1217 l'excommunication d'Érard et de son épouse, mais celle-ci n'est pas appliquée par tous les prélats. Afin d’affermir sa volonté, le pape prononce lui-même le 2 février 1218 la sentence d'excommunication contre le jeune couple et désigne nominativement vingt-cinq de ses alliés.
Une paix est alors instaurée, pendant laquelle la comtesse Blanche rassemble ses armées afin de réduire un par un les soutiens d'Érard de Brienne. Dès la trêve achevée le 22 avril 1218, elle ravage le Bassigny avec l'aide du duc de Bourgogne Eudes III. C'est probablement avant ces événements qu'elle fait le siège du château de Chacenay, afin d'obtenir un point stratégique face aux armées d'Érard de Brienne. Alerté de la situation, Simon II, seigneur de Sexfontaines, également partisan d'Érard de Brienne et ami du sire de Chacenay, coordonne une attaque de l'arrière-garde de l'armée champenoise pendant que les soldats de Chacenay mènent une sortie. Les Champenois sont mis en déroute et contraints de prendre la fuite en abandonnant leur campement et leurs engins de siège. Selon certains historiens, Simon II de Sexfontaines aurait déjà été présent au château de Chacenay au début du siège et aurait causé de grands ravages lors d'une sortie,.

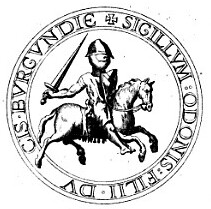
Sceau du duc Eudes III de Bourgogne.

Une fois remobilisés, les Champenois reprennent le siège mais, ayant besoin de son armée contre Érard de Brienne, Blanche propose des pourparlers afin de signer une trêve. Se rendant au lieu de l'entrevue, Érard de Chacenay est alors trahi et, est fait prisonnier par des cavaliers champenois. Blanche veut alors en profiter pour prendre rapidement le château de Chacenay, mais celui-ci est désormais tenu par Simon de Sexfontaines qui est venu s'y enfermer avec ses soldats et des vivres afin de continuer à résister au siège. Prise par le temps, Blanche se voit donc obligée de lever le siège pour faire la jonction avec le duc de Bourgogne.
Érard de Chacenay parvient à s'échapper avec la complicité d'un ancien serviteur attaché au service de la comtesse de Champagne et rejoint Simon de Sexfontaines. Ensemble, ils poursuivent les restes de l'armée champenoise et reprennent successivement Chervey, Landreville, Merrey, Villeneuve et enfin Bar-sur-Seine, avant d'en être chassés par une autre armée qui avait pour but de venir au secours de Blanche et de faire la jonction avec ses troupes. Ces forces coalisées parviennent par la suite à réduire un par un les soutiens d'Érard de Brienne, le contraignant à accepter une nouvelle trêve le 7 juin 1218. Seul le sire de Chacenay semble décidé à continuer à se battre.
Mais le 1er juillet 1218, la guerre est sur le point de recommencer mais Érard de Chacenay est forcé de traiter avec la comtesse le 4 juillet. Les termes de cet accord nous sont inconnus car il refuse toujours de lui prêter hommage. Après avoir été de nouveau excommunié, sa terre en interdit, il écrit le même jour au pape afin de se mettre à son service et ainsi obtenir la levée des censures. Voyant ses alliés vaincus les uns après les autres, Érard de Brienne signe avec Blanche le 8 juillet 1218 une trêve de 4 ans, sous réserve de plusieurs conditions, dont l'une, toute particulière, mentionne que la comtesse et son fils Thibaut, interviendront auprès du pape afin d'obtenir l'absolution d'Érard et de tous ses partisans. Mais le 30 décembre 1218, le pape menace de nouveau Érard de Chacenay d'excommunication s'il ne fait pas hommage à la comtesse et à son fils Thibaut. Il lui donne un dernier délai pour s'exécuter, la date du 15 août 1220.

#### Cinquième croisade

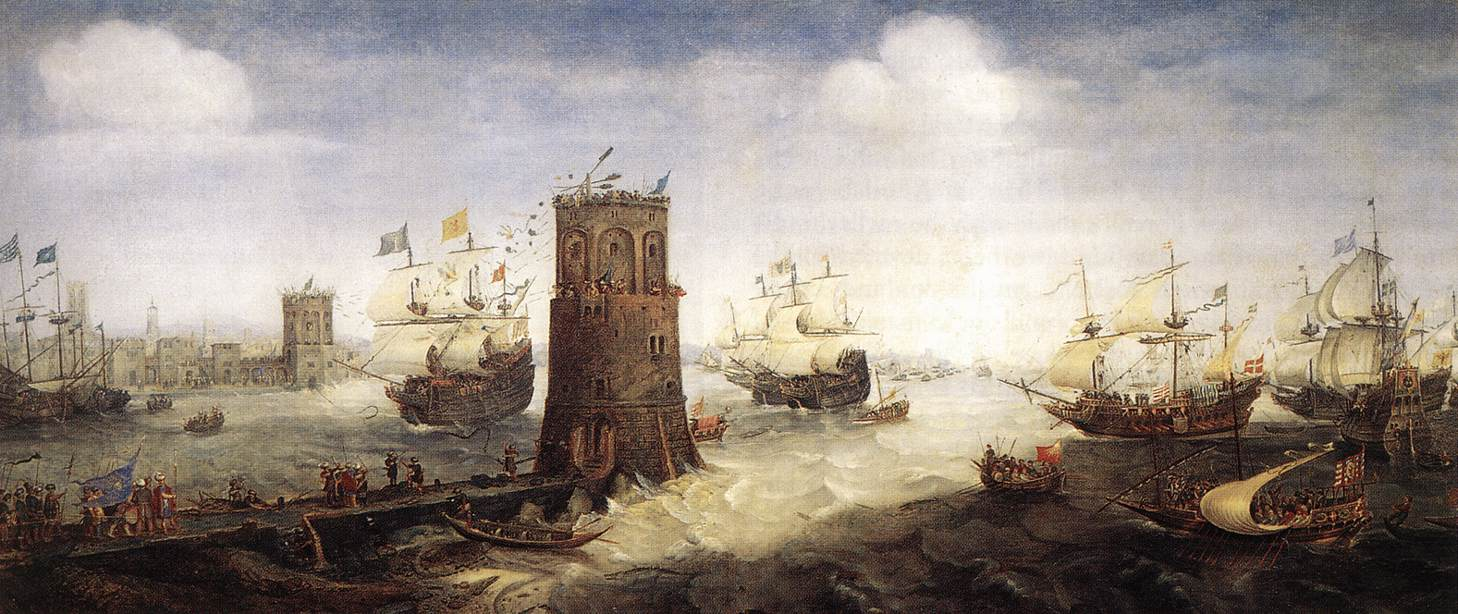
Navire brisant la chaîne de Damiette lors de la cinquième croisade.
Peinture d'histoire de Cornelis Claesz van Wieringen, musée Frans Hals, vers 1625.

Très probablement afin d'éviter l'excommunication papale, Érard tient sa promesse en se mettant à la disposition du pontife et prend part à la cinquième croisade. En juillet 1219, il est ainsi présent au siège de Damiette lors duquel sa présence est attestée par le don d'une rente de 20 livres qu'il fait aux chevaliers teutoniques.
Il y combat aux côtés de ses cousins Jean de Brienne, roi de Jérusalem, Milon IV du Puiset, comte de Bar-sur-Seine, Jean d'Arcis et Guy d'Arcis, ainsi que de son oncle par alliance Hervé de Donzy, comte de Nevers. Au cours de ces affrontements, il voit ce dernier provoquer le scandale chez les croisés en prenant la fuite tandis que son cousin Milon du Puiset et son fils Gaucher tombent glorieusement les armes à la main.
La ville est finalement prise le 5 novembre 1219, mais Jean de Brienne abandonne la croisade en février 1220 à la suite des différends entre Français et Italiens et surtout en raison de querelles avec le légat du pape, Pélage. C'est très probablement au printemps de cette année-là qu'Érard de Chacenay rentre en Champagne.

#### Reprise des hostilités en Champagne

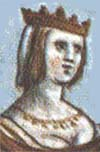
La comtesse Blanche de Navarre.

De retour sur ses terres, Érard de Chacenay est alors rattrapé par ses affaires et, est de nouveau enjoint de prêter hommage au comte de Champagne. Après avoir essayé en vain d'obtenir en appel un délai supplémentaire, il est une nouvelle fois excommunié le 1er novembre 1220 par le doyen de Saint-Maclou de Bar-sur-Aube, sentence qui sera confirmée par le pape le 3 mars 1221.
Mais le 2 novembre 1221, Érard de Brienne et Philippa renoncent à leurs prétentions sur le comté de Champagne et se décident à les vendre au plus cher à la comtesse Blanche et à son fils. Érard de Chacenay devient alors le dernier à refuser sa soumission et parvient à résister encore quelques mois avant de renoncer à son tour le 7 mars 1222. Il promet ainsi de demeurer fidèle au comte Thibaut, particulièrement contre Alix de Champagne, reine consort de Chypre et sœur aînée de Philippa et disposant donc des mêmes prétentions qu'elle sur le comté.
Malgré la défaite, Érard de Chacenay reste dans l'entourage d'Érard de Brienne et, est désigné en mai 1222 par celui-ci et son épouse, Philippa, pour expertiser les terres données par la comtesse à son ancien rival en échange de l'abandon de ses prétentions. Cette opération coïncide à la fois avec la fin de la guerre de succession de Champagne mais aussi avec la fin de la régence de la comtesse Blanche de Navarre, son fils Thibaut étant désormais âgé de vingt-et-un ans et donc majeur.

### Fin de carrière

#### Sénéchal du comte de Nevers

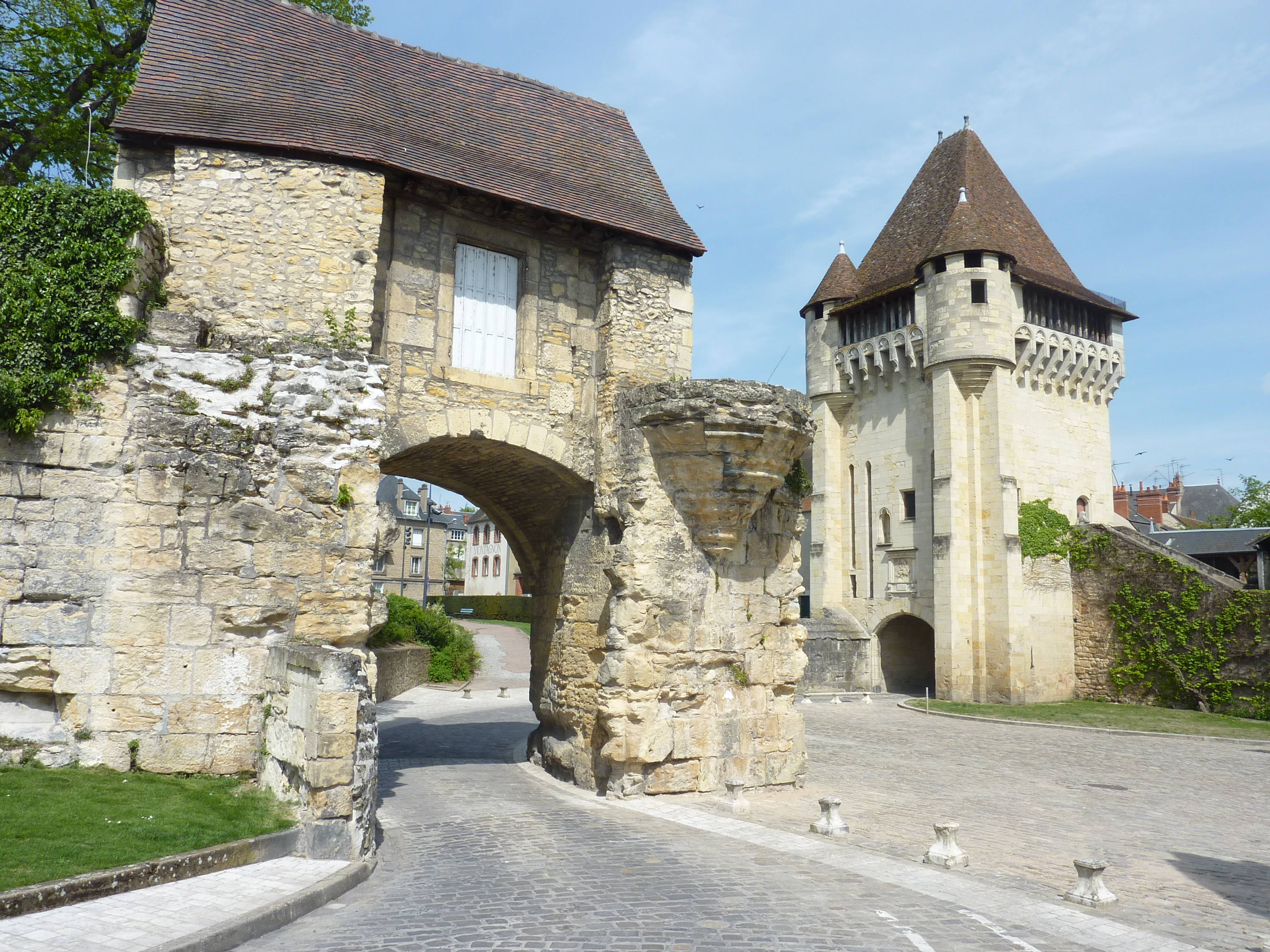
La Porte du Croux, avec au premier plan son avant-porte, à Nevers.

Outre ses terres en Champagne, Érard en possède également dans le Nivernais qu'il a reçu de sa mère Mathilde de Donzy. Il est également un proche de son oncle Hervé IV de Donzy, comte de Nevers, de Tonnerre et d'Auxerre, avec qui il est parti pour la cinquième croisade en 1218. C'est probablement après le départ de celui-ci, rentré en Europe pour obtenir les terres de son beau-père décédé, qu'il en serait devenu le sénéchal. Mais Hervé meurt empoisonné en janvier 1222 et sa veuve Mathilde de Courtenay préfère s'entourer de ses familiers plutôt que des hommes de son époux.
La comtesse de Nevers demande alors à Érard de renoncer au sénéchalat au profit de son parent Gaucher de Joigny, mais ils n'arrivent pas à s'entendre sur le montant de l'indemnité. Ce différend est arbitré en juin 1223, à Tonnerre, par le roi de Jérusalem Jean de Brienne, avec qui Érard part probablement pour la Terre sainte. Il reçoit alors la somme de 100 livrées de terre assignées à Guerchy, qu'il transmet aussitôt en dot à sa fille Mathilde qui épouse Guy d'Arcis,. Cette somme est augmentée en 1231 de 400 livres parisis afin de compenser le montant supérieur que reçoit son successeur lors de son départ de cette fonction et qui n'a reçu que la somme de 320 livrées.

#### Possible divorce avec son épouse Émeline de Broyes

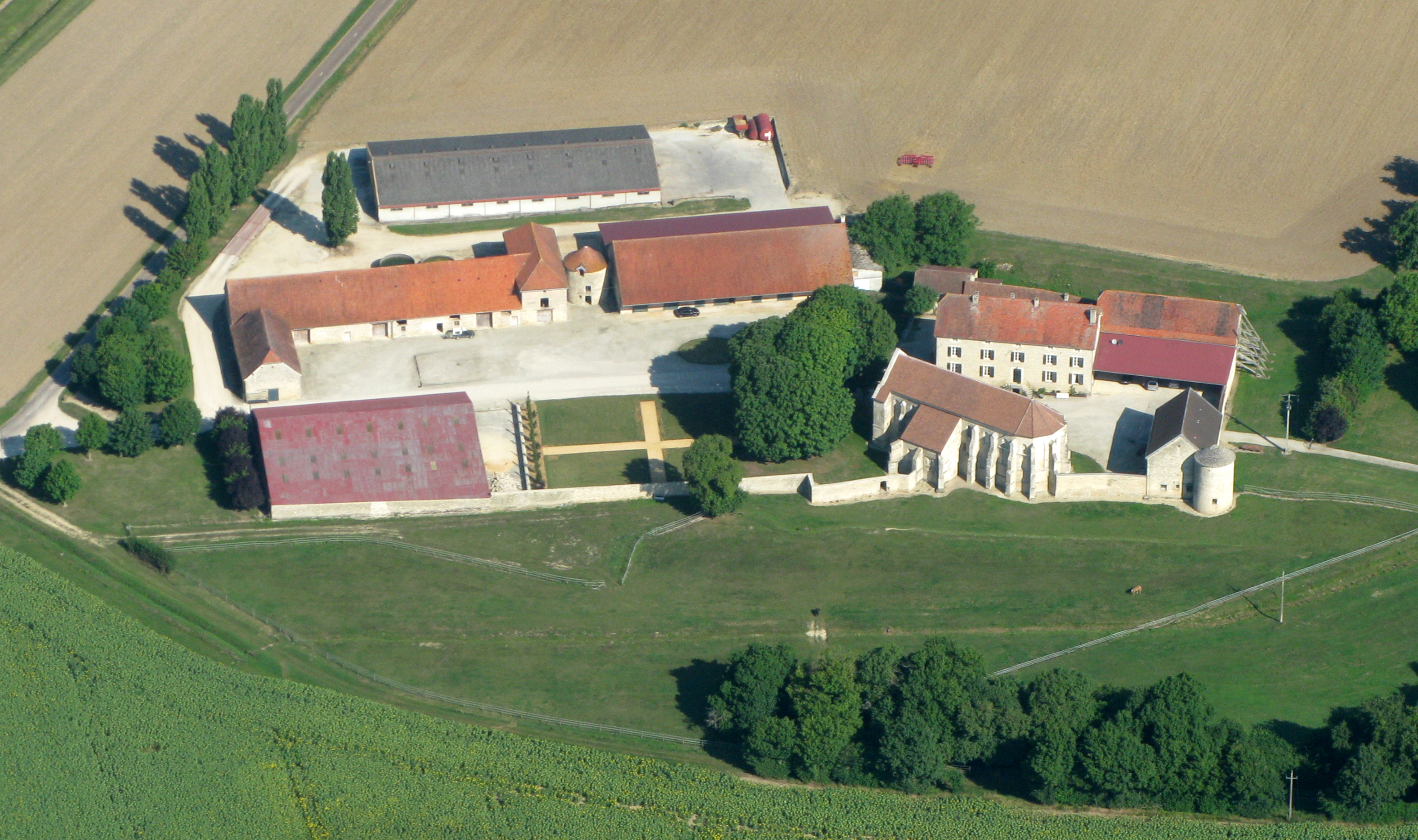
La commanderie d'Épailly, située près du village de Courban.

En 1224, Érard vend aux Templiers d'Épailly le village de Courban, sans avoir consulté son épouse, alors qu'il faisait partie de son douaire et qu'elle le réservait pour la dot de sa fille issue de son premier mariage,.
Lorsqu'elle le découvre, Émeline menace son époux de divorcer et un contrat de séparation de biens est même signé en septembre 1224. Érard s'engage alors à remettre à sa femme Bligny, ce qu'il a acquis à Loches-sur-Ource de Philippe de Plancy, ainsi qu'Essoyes, y compris ce qu'il pourrait y acquérir de son oncle, Jacques de Durnay,.
Le divorce n'a toutefois probablement jamais été prononcé car Émeline continue de porter le titre de dame de Chacenay, y compris après la mort de son époux.

#### Découverte d'une imposture en Flandre

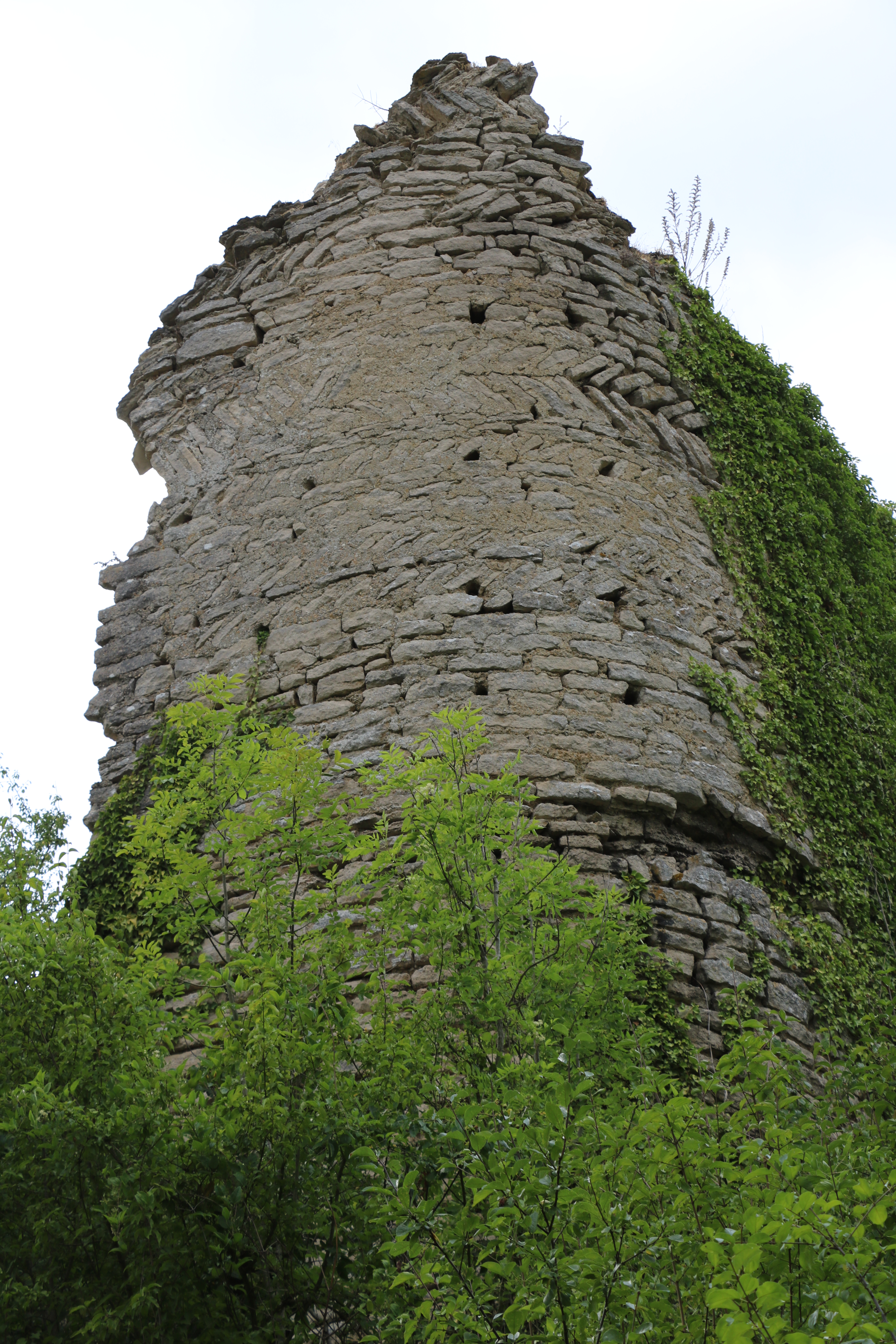
Ruines du donjon du château de Rougemont, situé à environ 70 kilomètres au sud de Chacenay.

En 1225, un ancien trouvère, nommé Bertrand Cordiele, aurait jeté le trouble en Flandre en se faisant passer pour Baudouin de Constantinople, ancien comte de Flandre et de Hainaut, père de la comtesse Jeanne de Constantinople et décédé vers 1205 ou 1206 en Bulgarie. L'usurpateur a fait croire qu'il était resté prisonnier pendant 20 ans et que cette captivité lui aurait fait perdre une partie de sa mémoire. Une fois démasqué par le roi Louis VIII à Péronne, il aurait pris la fuite vers la Bourgogne.
Là-bas, alors qu'il séjourne au château de Rougemont où il récite des vers, il est reconnu par Érard de Chacenay qui le fait prisonnier et questionner. L'imposteur révèle alors qu'il est né à Rains, en Champagne, et qu'il est le fils de Pierre Cordiele, un vassal de Clarembaud de Chappes, dont la seigneurie est voisine de celle d'Érard. Il avoue également avoir fait sa richesse en usurpant l'identité du comte de Flandre.
Érard l'envoie alors au roi Louis VIII qui le reconnaît également, avant de le donner à son tour à la comtesse de Flandre, qui le fait juger puis promener enchaîné dans toutes les villes du comté avant de le faire pendre à Lille.

« Entretant vint une noviele,
A la contesse forment biele,
Que pris estoit li baretère,
Li faus quens, li faus emperère.
Mesire Erars de Cassenai
L'avoit retenut par assai
A Rouge-mons en un ostel
U il cantoit et d'un et d'el.
Et saciès k'il ert manestreus,
En son païs vallans et preus ;
Et moult l'amoient el païs.
S'ot à non Biertrans de Raïs ;
Et s'ot à non Biertrans li Clos.
Pour ses dis et pour ses boins cos,
N'ot tel gilleur jusqu'à Bordiele.
Ses père ot non Pière Cordiele;
S'iert om monsignor Clarembaut
De Capes, ki moult set et vaut. »

— Philippe Mouskes, Chronique rimée, 1240 environ.

#### Un seigneur respecté
Lors de l'ordonnance de Champagne de 1224 sur le partage des fiefs entre enfants mâles et qui regroupe les plus grands seigneurs champenois, Érard n'est pas présent mais s'y fait représenter par son frère Jacques de Chacenay,.
Pendant la période de Noël de l'année 1226, il est fait prisonnier par Jean Ier de Chalon mais il est rapidement libéré par le comte Thibaud IV de Champagne en personne, aidé du seigneur de Ramerupt Érard de Brienne, son ancien ennemi lors de la guerre de succession de Champagne, et de Jacques de Durnay, qui détruisent plusieurs châteaux, forçant ainsi le comte de Chalon Étienne II d'Auxonne et son fils à se soumettre.
En 1232, il agit en tant qu'administrateur du comté de Brienne pendant l'absence de Gautier IV, en approuvant la vente, faite au Templiers par Bernard de Montcuq, de 120 arpents de la forêt, dite de Bateiz, ainsi que celle d'une rente à l'abbaye de Larrivour par Clarembaud VI de Chappes, sous réserve que ces dispositions soient approuvées par Gautier IV de Brienne dans les six mois suivant son retour de la Terre sainte.
Puis, en 1235, il fait partie des garants du traité de mariage conclu entre Blanche, fille du comte Thibaud IV, et du duc de Bretagne, Jean Ier. Il est présent lors des cérémonies à Château-Thierry le 15 août 1235. De même, en avril 1236, il compte encore parmi les seigneurs champenois qui soutiennent le comte Thibaud IV contre l'autorité royale.

#### Protecteur des arts et des lettres

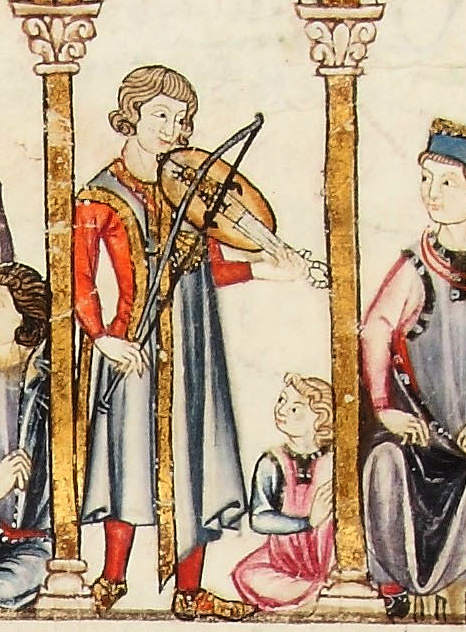
Enluminure d'un joueur de vièle ornant les Cantigas de Santa Maria, XIIIe siècle.

Érard de Chacenay a probablement été le protecteur du trouvère Guiot de Dijon, avec qui il est probablement parti pour la cinquième croisade. Sans doute en récompense de sa protection ou de quelques libéralités, le poète lui dédie les dernières vers d'une de ses chansons, :

« A Chaisenai vai, chanson, sans doutance,
Et di Erairt ke toute sa poissance
Mete en moi, k'elle i est bien asisse
Ceu dist li hon cui fine Amor justice. »

— Guiot de Dijon, Bien doi chanteir quant fine amor m'enseigne, milieu xiiie siècle.
Érard est l'un des rares personnages historiques cités par Guiot de Dijon dans ses chansons. Un autre étant « mon seigneur d'Arsie », qui fait très probablement référence à Jean II d'Arcis dont le frère Guy d'Arcis épouse une des filles d'Érard.

#### Fin de vie

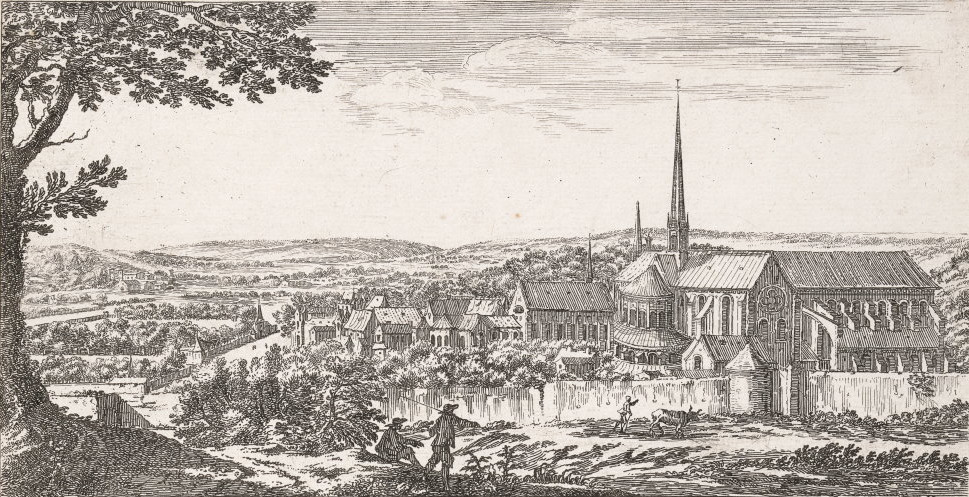
Gravure de l'abbaye de Clairvaux datant du VIIIe siècle.

Érard de Chacenay meurt le 16 juin 1236 à l'âge d'environ 53 ans et, est inhumé à l'abbaye de Clairvaux, dans la chapelle des cardinaux blancs. Sur sa tombe, on pouvait lire l'épitaphe suivante :

« Hic jacet bone memorie vir nobilis Erardus,
senior, dominus Chacenaii.
Obiit anna Domini 1236, 16 kalendas julii. »

Il est alors remplacé à la tête de la seigneurie de Chacenay par son fils aîné Hugues Ier, mais celui-ci meurt entre 1247 et 1249, peut-être durant la septième croisade. C'est alors le second fils d'Érard, également prénommé Érard, qui lui succède, mais il meurt à son tour en 1253 lors de la bataille de Westkapelle. C'est ensuite Alix, la plus jeune des trois filles d'Érard, qui hérite de la seigneurie familiale.
Quant à son épouse, Émeline de Broyes, elle ne se remarie pas et continue de porter le titre de dame de Chacenay. Elle décède vers 1248 ou 1249, car en avril 1249, elle est citée comme « feue noble dame Émeline, mère de noble Érard, seigneur de Chacenay » lors de la résolution d'une contestation de l'abbaye de Mores à propos de la dîme de Bergères.

## Légendes autour d'Érard de Chacenay

### Avec son épouse Émeline de Broyes

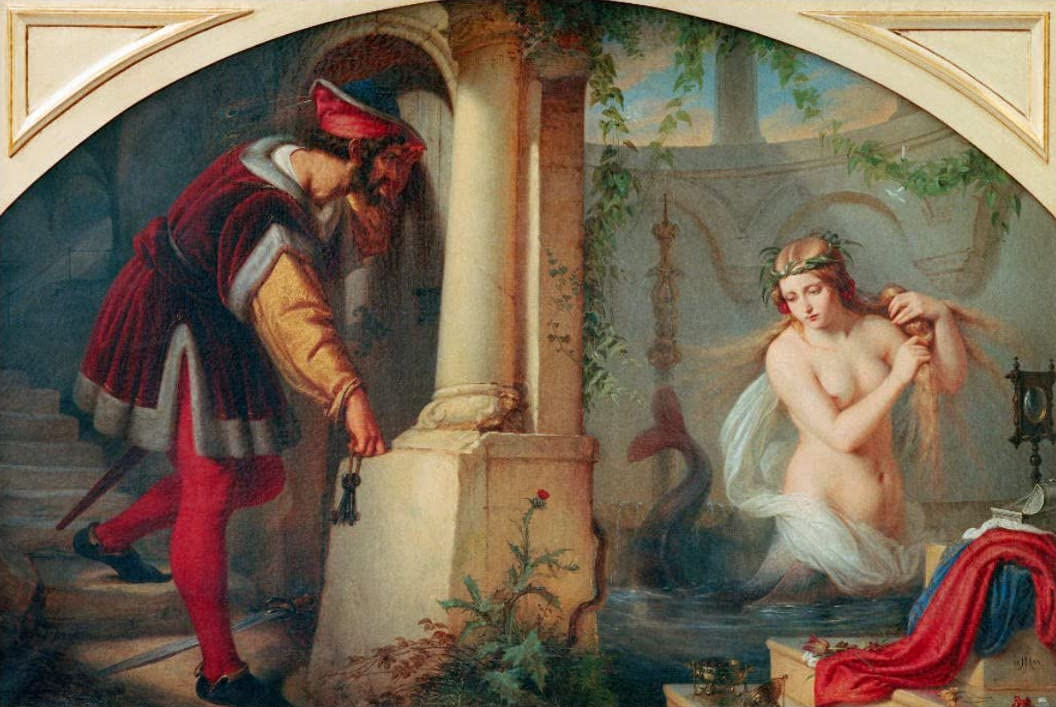
La fée Mélusine, par Julius Hübner.

Avant le départ d'Érard pour la cinquième croisade, son épouse Émeline lui aurait demandé la permission de construire des bains afin de s'y baigner. Mais Érard n'aurait pas voulu céder à la coquetterie et au goût du luxe de son épouse et le lui aurait refusé.
Mais, en l'absence de son mari parti pour la Terre sainte, Émeline aurait profité de travaux sur le donjon adossé aux tours Sainte-Parisse du château de Chacenay pour y construire un vaste réservoir en forme de baignoire, à l'image des anciens bains romains. Bien plus tard, rongée par les remords au décès de son mari, elle aurait été condamnée à revenir les nuits suivant sa propre mort, selon les versions, soit vêtue d'une longue robe blanche, soit transformée en sirène. Les cris de son âme tourmentée seraient alors entendus par les villageois vivant aux alentours.
Cette légende est très probablement une transcription locale de celle de la fée Mélusine, figure légendaire du Poitou et qui serait la tige de la célèbre maison de Lusignan, aidée par la ressemblance phonétique entre les prénoms Émeline et Mélusine. À noter que des variantes de cette histoire sont également présentes dans les proches châteaux de Vendeuvre et de Brienne.

### Avec sa fille Alix de Chacenay

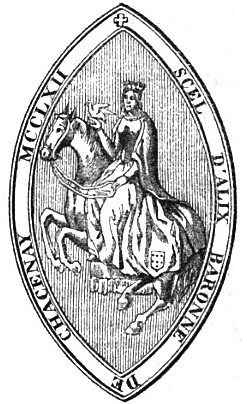
Sceau d'Alix de Chacenay.

Érard aurait initié sa fille Alix dès son plus jeune âge aux arts des armes et de la chasse et, une fois adulte, celle-ci serait devenue une combattante aguerrie capable de rivaliser avec les hommes.
La légende raconte qu'elle aurait par la suite accompagné son père en croisade en Terre sainte. Mais alors que celui-ci était blessé, elle aurait mis son armure et pris sa place pour aller au combat où elle aurait fait preuve d'héroïsme,.
Toutefois, cette légende est peu probable car Alix aurait au mieux une quinzaine d'années au début de la cinquième croisade. Mais, selon certaines versions, Alix serait la fille d'Érard III de Chacenay qui participe quant à lui, en 1248, à la septième croisade, ce qui rend l'histoire plus cohérente chronologiquement.

## Famille

### Mariage et enfants

Armes de la maison de Broyes : « d'azur à trois broyes d'or rangées en pal ».

En 1205, Érard épouse Émeline de Broyes, fille de Hugues III de Broyes, seigneur de Broyes, et d'Élisabeth de Dreux, dame de Baudement, d'origine capétienne, et veuve d'Eudes II de Champlitte. Érard et Émeline ont ensemble cinq enfants, :
- Hugues Ier de Chacenay, ou Huest, qui succède à son père et meurt sans héritier entre 1247 et 1249, peut-être durant la septième croisade ;
- Érard III de Chacenay, qui succède à son frère avec qui il participe à la septième croisade. Il meurt sans héritier en 1253 lors de la bataille de Westkapelle ;
- Mathilde de Chacenay, ou Mahaut, qui épouse en 1223 Guy d'Arcis, seigneur d'Arcis, avec qui elle a trois enfants ;
- Jeannette de Chacenay, seulement connue dans un acte de juin 1218, probablement morte jeune ;
- Alix de Chacenay, avant 1278, qui succède à ses frères. Elle épouse en premières noces en 1224 Guigues V, comte de Forez et mort en 1259, mais n'ont pas postérité ensemble. Veuve, elle épouse en secondes noces Guillaume III, vicomte de Melun, mais n'ont pas postérité.

En 1224, il est possible qu'Érard et Émeline aient été proches du divorce car un contrat de séparation des biens à l'amiable a été retrouvé dans le fonds des templiers d'Épailly. Cependant, il n'a probablement pas été appliqué car Émeline continue de porter le titre de dame de Chacenay jusqu'à sa mort,.

## Annexes

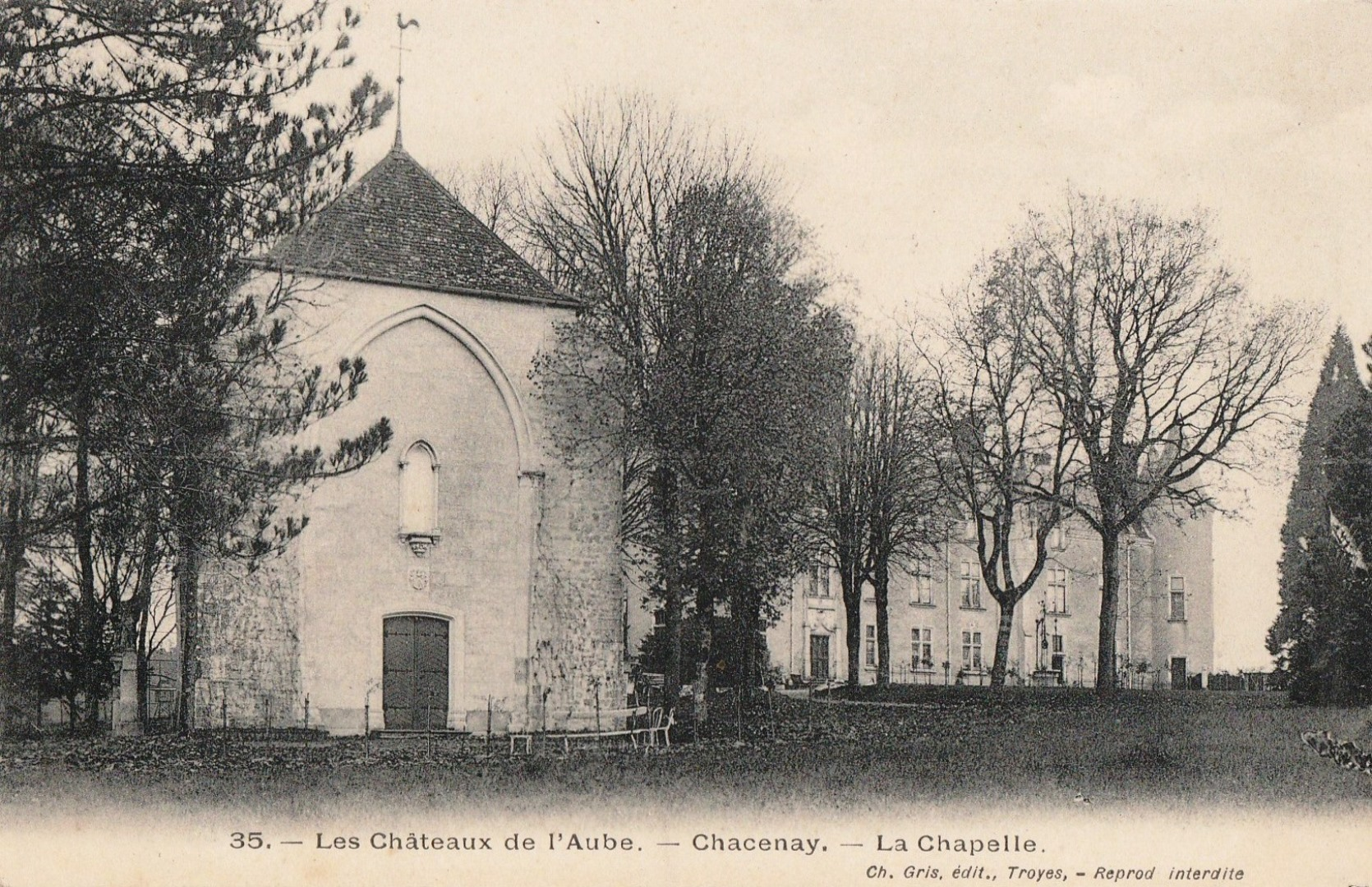
Chapelle castrale Saint-Nicolas du château de Chacenay.